# Kazuma Takahashi
Pour les articles homonymes, voir Takahashi.
Kazuma Takahashi (高橋 一馬, Takahashi Kazuma, né le 17 avril 1978 à Hachinohe au Japon) est un joueur japonais de hockey sur glace.

## Carrière de joueur
Après avoir joué quelques saisons professionnels en Asie, Takahashi joua ses premières parties avec les Renegades de Richmond dans la Southern Professional Hockey League lors de la saison 2006-2007. Lors de la saison suivante, il se joint aux Grizzlies de l'Utah de l'East Coast Hockey League.

## Statistiques
| Saison    | Équipe                     | Ligue       |    | Saison régulière | Saison régulière | Saison régulière | Saison régulière | Saison régulière |   | Séries éliminatoires | Séries éliminatoires | Séries éliminatoires | Séries éliminatoires | Séries éliminatoires |
| Saison    | Équipe                     | Ligue       | PJ | B                | A                | Pts              | Pun              | PJ               | B | A                    | Pts                  | Pun                  |                      |                      |
| 2002-2003 | Seibu                      | Japon       | 16 | 1                | 1                | 2                | 0                | -                | - | -                    | -                    | -                    |                      |                      |
| 2003-2004 |                            |             |    |                  |                  |                  |                  |                  |   |                      |                      |                      |                      |                      |
| 2004-2005 | Nikko Kobe IceBucks        | Asia League | 41 | 8                | 15               | 23               | 119              | -                | - | -                    | -                    | -                    |                      |                      |
| 2005-2006 | Nikko Kobe Icebucks        | Asia League | 38 | 15               | 9                | 24               | 54               | 3                | 2 | 0                    | 2                    | 6                    |                      |                      |
| 2006-2007 | Nikko Kobe Icebucks        | Asia League | 6  | 1                | 3                | 4                | 20               | -                | - | -                    | -                    | -                    |                      |                      |
| 2006-2007 | Renegades de Richmond      | SPHL        | 5  | 1                | 4                | 5                | 2                | -                | - | -                    | -                    | -                    |                      |                      |
| 2007-2008 | Grizzlies de l'Utah        | ECHL        | 28 | 0                | 5                | 5                | 31               | -                | - | -                    | -                    | -                    |                      |                      |
| 2008-2009 | Grizzlies de l'Utah        | ECHL        | 16 | 0                | 0                | 0                | 12               | -                | - | -                    | -                    | -                    |                      |                      |
| 2009-2010 | Ice Gators de la Louisiane | SPHL        | 5  | 0                | 0                | 0                | 6                | -                | - | -                    | -                    | -                    |                      |                      |
| 2009-2010 | Nikko Kobe IceBucks        | Asia League | 11 | 1                | 1                | 2                | 22               | -                | - | -                    | -                    | -                    |                      |                      |
| 2010-2011 | Nikko Kobe IceBucks        | Asia League | 36 | 9                | 7                | 16               | 69               | -                | - | -                    | -                    | -                    |                      |                      |